# Ludovico II di Baviera
(Ludovico II di Baviera, citato da Greg King in The Mad King: The Life and Times of Ludwig II of Bavaria)
Ludwig II di Wittelsbach, noto anche come Ludovico II o Luigi II (Monaco di Baviera, 25 agosto 1845 – Lago di Starnberg, 13 giugno 1886), fu re di Baviera dal 1864 al 1886, anno in cui morì annegato in circostanze che non furono mai chiarite (visto che era considerato anche un ottimo nuotatore).
Gli successe il fratello minore Ottone, anche se, a causa dei problemi mentali di quest'ultimo, il governo fu retto dallo zio Luitpold, che visse fino all'età di 91 anni.
Altri suoi titoli erano Conte palatino del Reno, Duca di Baviera, Duca di Franconia e Duca di Svevia. È conosciuto anche come Swan King (Re cigno) in inglese e Märchenkönig (Re delle fiabe) in tedesco. A volte è indicato anche come Re pazzo, anche se l'esattezza di tale etichetta è stata contestata: fu arrestato per motivi di malattia mentale, senza visita medica, e confinato nel castello di Berg. Morì il giorno dopo in circostanze misteriose: le interpretazioni della diagnosi medica restano controverse.
Fu noto come un eccentrico la cui eredità si intreccia con la storia dell'arte e dell'architettura: commissionò infatti la costruzione di numerosi stravaganti castelli fiabeschi (il più famoso è quello di Neuschwanstein) e fu un devoto mecenate del compositore Richard Wagner. Fu generalmente benvoluto e ancora oggi è venerato da molti in Baviera. La sua propensione a costruire castelli ha lasciato una grandiosa eredità alla Baviera, in grado ancor oggi di attirare ogni anno milioni di turisti da tutto il mondo.

## Biografia

### Infanzia e giovinezza

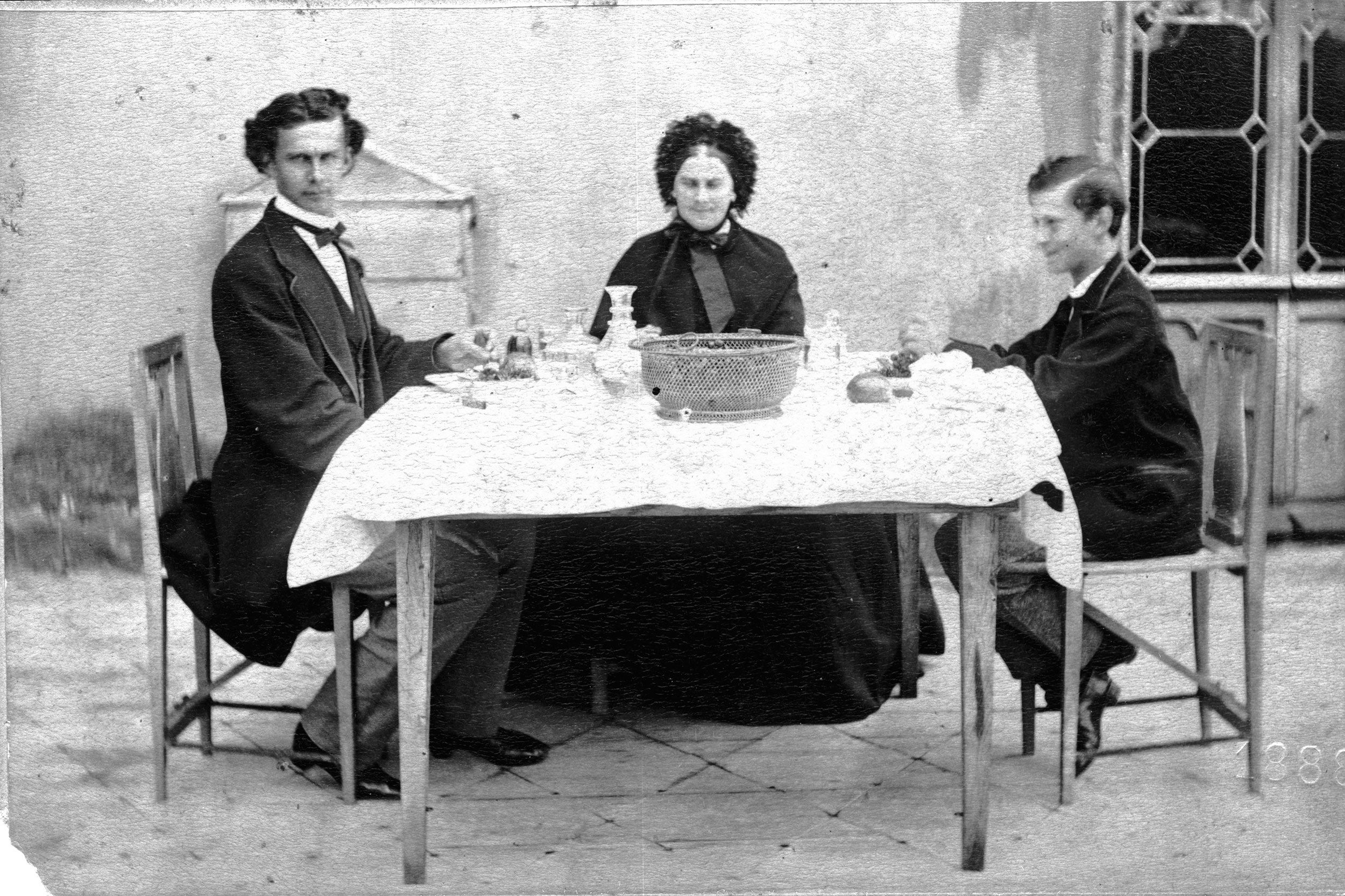
Il principe ereditario Ludovico (sinistra) con la madre, regina Maria (nel centro), e il fratello minore Ottone (a destra) nel 1860 (Ottone diventerà Re dopo la morte di suo fratello maggiore, nel 1886, anche se non sarà mai capace di governare). La foto fu scattata privatamente come foto per gli album di famiglia, com'era in voga tra molti regali d'epoca, e non fu ovviamente pubblicata a quel tempo.

Nato a Nymphenburg (oggi parte di Monaco di Baviera), era figlio di Massimiliano II di Baviera e di Maria di Prussia. Da bambino gli venivano continuamente ricordate le sue prerogative reali e, benché estremamente viziato in alcune occasioni, fu anche severamente controllato dai suoi precettori e sottoposto a un duro regime di studio ed esercitazioni.
L'infanzia di Ludovico ebbe momenti lieti, come le visite con la famiglia a Hohenschwangau e al lago di Starnberg. Da adolescente divenne molto amico del suo aiutante di campo, Paul Maximilian Lamoral von Thurn und Taxis, della facoltosa famiglia bavarese dei Thurn und Taxis. I due giovani andavano a cavallo insieme, leggevano poesie e allestivano scene delle opere romantiche di Richard Wagner. La relazione si infranse quando Paul divenne più interessato alle ragazze.
Durante la sua gioventù, Ludovico incominciò anche una lunga amicizia con la procugina Elisabetta, imperatrice d'Austria. Entrambi amavano la natura e l'arte. Come la biografia dell'imperatrice d'Austria e regina di Ungheria, scritta da Nicole Avril, testimonia, Sissi era una cultrice di Heinrich Heine e, sull'esempio del celebre poeta di Düsseldorf, chiamava se stessa, nelle sue poesie, "gabbiano", per il suo amore mistico e travolgente per il mare e al cugino riservava, sempre nei sonetti scritti di suo pugno, l'epiteto di "aquila" ("A te, aquila della montagna/Ospite delle nevi eterne/Un pensiero del gabbiano/Re delle onde frementi").

### Regno

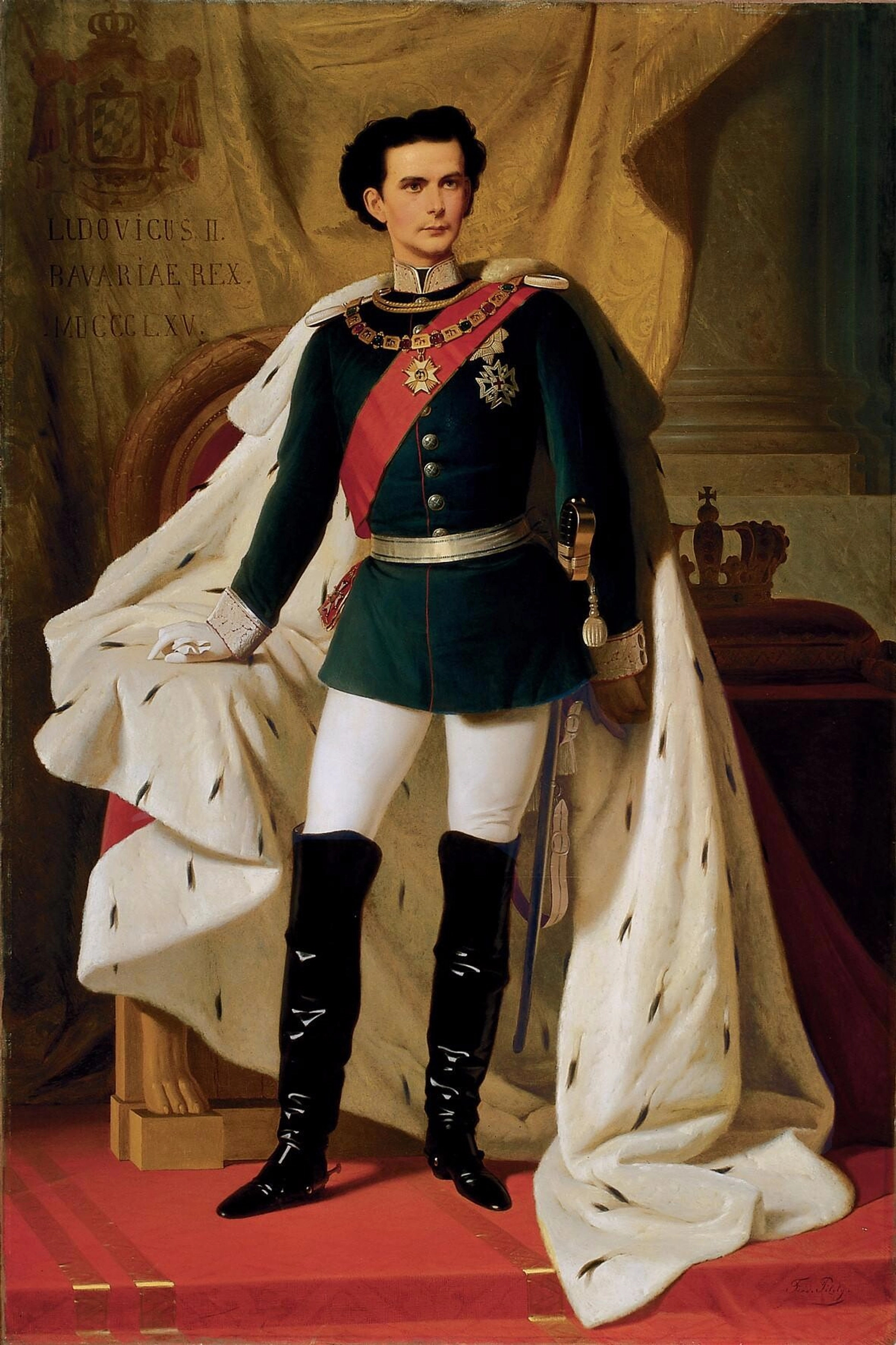
Ludovico II di Baviera ritratto da Ferdinand von Piloty, 1865

Salì al trono bavarese all'età di 18 anni, in seguito alla morte del padre. Il suo aspetto pensieroso lo rese molto popolare in Baviera e all'estero. Uno dei primi atti fu il patrocinio ufficiale del suo idolo, Richard Wagner. Per gran parte del suo regno, Ludovico promosse la riconciliazione fra gli stati tedeschi.
Le maggiori preoccupazioni nei primi anni di regno di Ludovico furono l'aspettativa per un erede e le relazioni con la Prussia. Entrambe le questioni furono poste in primo piano nel 1867. Ludovico era fidanzato con la principessa Sofia, sua cugina, nonché sorella minore dell'imperatrice Elisabetta. Il loro fidanzamento venne reso pubblico il 22 gennaio 1867, ma dopo aver ripetutamente rinviato la data del matrimonio, Ludovico alla fine annullò il fidanzamento in ottobre. In seguito Sofia si unì in matrimonio con Ferdinando Filippo Maria, duca di Alençon (1844–1910), figlio di Luigi d'Orleans, duca di Nemours. Ludovico non si sposò mai.

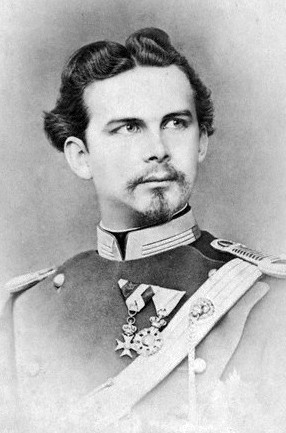
Fotografia di Ludovico II di Baviera all'età di trent'anni

Anche se Ludovico si era schierato a fianco dell'Austria contro la Prussia nella guerra austro-prussiana, accettò un trattato di mutua difesa con la Prussia nel 1867, dopo essere stato sconfitto. In base ai termini del trattato, la Baviera si dovette unire alla Prussia contro la Francia nella guerra franco-prussiana. Su richiesta di Bismarck, Ludovico sollecitò una lettera, nel dicembre 1870, che chiedeva la creazione di un impero tedesco. Egli ricevette alcune concessioni in cambio del suo appoggio, ma l'era dell'indipendenza bavarese era terminata di fatto.
Per tutto il suo regno, Ludovico ebbe una fila di infatuazioni per uomini di bell'aspetto, tra cui il suo stalliere capo Richard Hornig, la stella ungherese del teatro Josef Kainz, e il cortigiano Alfons Weber. Nel 1869 cominciò a tenere un diario nel quale registrava le sue riflessioni private e discuteva i suoi tentativi di sopprimere i suoi desideri sessuali e rimanere fedele ai suoi convincimenti cattolici. I diari originali di Ludovico andarono persi durante la seconda guerra mondiale e ne rimangono solo copie di brani, fatte prima della guerra. Queste, assieme a lettere private e ad altri documenti personali sopravvissuti, suggeriscono che Ludovico abbia cercato di reprimere la propria omosessualità.
Con il progredire del suo regno, Ludovico condusse sempre più spesso una vita ritirata e lontana dagli impegni di governo. Negli anni '80 dell'Ottocento spese gran parte del suo tempo sulle Alpi, dove fece costruire diversi e costosi palazzi da favola con lo scenografo Christian Jank, immaginando un mondo di sogno in cui era un monarca assoluto, discendente da Luigi XIV di Francia.

### Deposizione, arresto e morte
Il 10 giugno 1886, Ludovico venne ufficialmente dichiarato pazzo dal governo e incapace di esercitare i suoi poteri governativi. Il principe Luitpold venne dichiarato reggente. Il professor Bernhard von Gudden, nonostante non avesse mai visitato Ludovico, lo dichiarò folle sulla base del materiale da lui prodotto, che era ritenuto molto più che sufficiente per lo scopo. D'altra parte è un fatto che egli si disinteressasse totalmente del governo e che le casse della casa reale fossero state da lui totalmente prosciugate per la costruzione dei suoi castelli. Alcuni storici ritengono che Ludovico fosse sano, ma vittima di un intrigo. L'imperatrice Elisabetta sostenne che «il re non era matto; era solo un eccentrico che viveva in un mondo di sogni. Avrebbero potuto trattarlo più gentilmente, e risparmiargli con ciò una fine così terribile.»
La presa in custodia del popolare capo di Stato fu fatta in segreto, ma l'evento fu inusuale come la vita stessa di Ludovico. Un'eccentrica ma leale baronessa arrivò ai cancelli della residenza agitando il suo ombrello e redarguendo gli uomini che erano andati a prendere Ludovico. Un nutrito gruppo di contadini si affollò a Hohenschwangau per proteggere il sovrano; essi intendevano scortare Ludovico fino alla frontiera per salvarlo dalla cattura, ma il re rifiutò. Un battaglione di soldati di stanza nella vicina cittadina di Kempten era stato richiamato a Neuschwanstein dal monarca, ma fu trattenuto dal governo.
Ludovico tentò di rendere pubblico il seguente proclama: «Il principe Luitpold intende salire al potere come reggente della nazione senza la mia volontà. I miei attuali ministri hanno falsificato le informazioni sul mio stato di salute e stanno preparando atti di alto tradimento nei confronti del mio amato popolo [...] Chiedo a ogni fedele bavarese di aiutare i miei seguaci nell'ostruzione di questo tradimento pianificato del re e della patria». Tale proclama fu stampato da un quotidiano di Bamberga l'11 giugno 1886, ma le copie vennero tutte sequestrate dal governo per evitarne la diffusione. Molti dei telegrammi di Ludovico ai giornali e ai suoi amici furono intercettati. Il sovrano ricevette anche un messaggio da Bismarck, che lo invitava ad andare a Monaco e mostrarsi al popolo, ma Ludovico rifiutò di lasciare Neuschwanstein. La mattina del 12, una seconda commissione si recò al castello. Il re fu arrestato alle ore 4:00 e trasferito al castello di Berg, a sud di Monaco.
La morte di Ludovico, avvenuta al lago di Starnberg, è avvolta nel mistero. Il 13 giugno alle 18:30 egli chiese di poter fare una passeggiata con il dottor Bernhard von Gudden e questi accettò, dicendo alle guardie di non seguirli. I due uomini non fecero più ritorno: furono ritrovati entrambi morti nelle acque del lago alle 23:30 del giorno stesso. Nei pressi del punto del ritrovamento fu in seguito costruita una piccola cappella in cui ogni anno, il 13 giugno, si tiene una cerimonia commemorativa. Nel luogo esatto delle acque in cui fu ritrovato il corpo di Ludovico fu eretta una croce in suo ricordo.

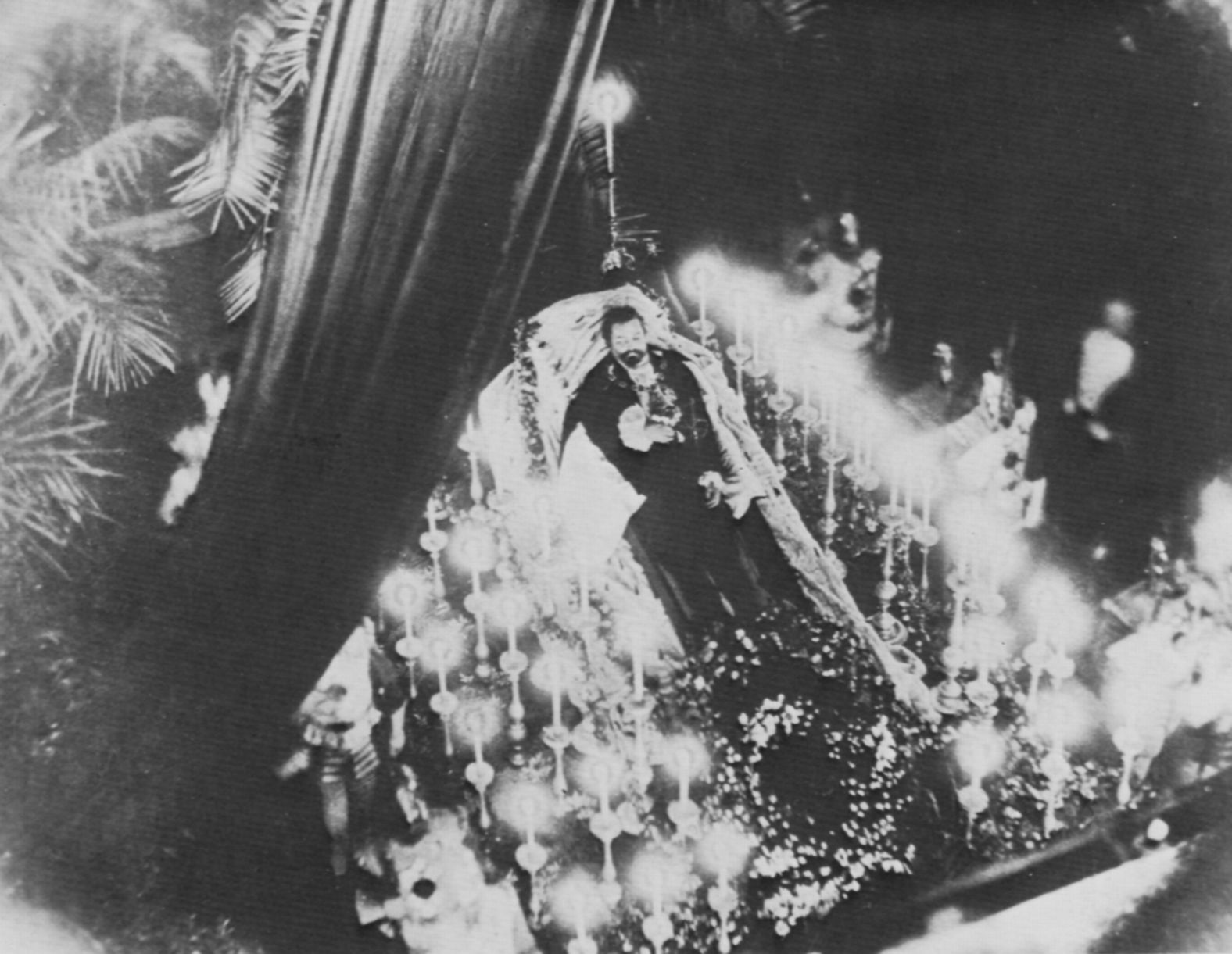
La salma del re Ludovico II composta nella bara nella cappella di corte della Residenza di Monaco; 16-18.6.1886

Il decesso del deposto monarca fu classificato come suicidio per annegamento, ma esistono numerose teorie alternative, in quanto secondo l'autopsia non c'era acqua nei polmoni. Ludovico era un buon nuotatore e l'acqua gli arrivava alla cintola, il che escludeva un incidente. Nonostante non siano emerse valide prove di violenza, alcuni ritengono che Ludovico sia stato assassinato dai suoi avversari politici o mentre tentava di fuggire da Berg. Un'altra ipotesi è quella che l'ex-sovrano sia morto per cause naturali (come un infarto o un ictus) durante un tentativo di fuga. Alcune leggende narrano addirittura che sia stato sbranato da un licantropo e che il dottor Gudden fosse in realtà il suo amante.

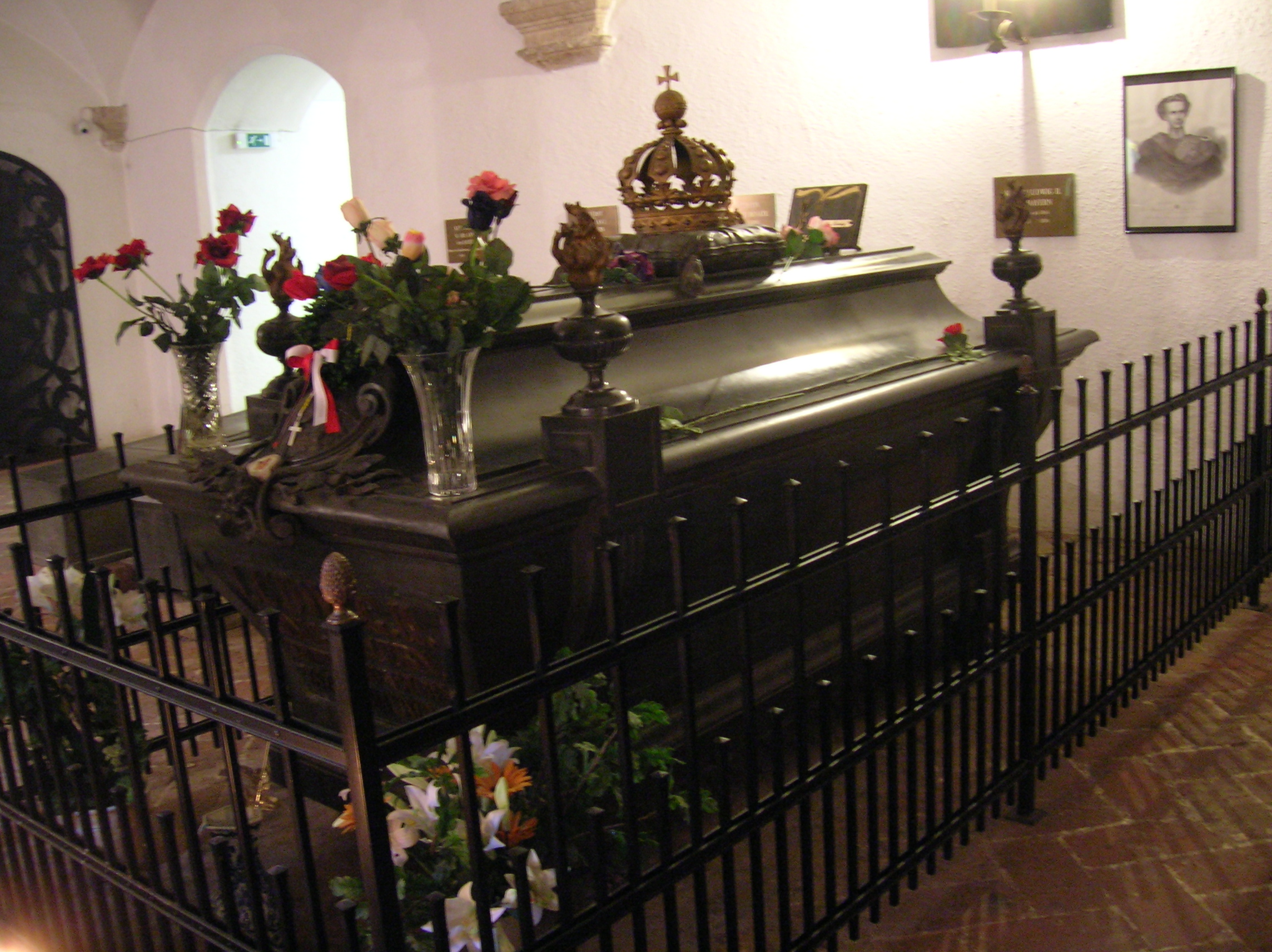
Chiesa di San Michele (Monaco di Baviera): sarcofago di Ludovico II

Ludovico fu seppellito nella cripta della Michaelskirche di Monaco di Baviera, ma il suo cuore è conservato in una teca argentata presso la Gnadenkapelle di Altötting.

### Eredità
Ludovico viene ricordato come uno dei sovrani tedeschi più strani. Era abbastanza popolare tra i suoi sudditi, anzitutto perché cercò di evitare per quanto possibile conflitti armati, assicurando alla Baviera un periodo di pace (non è chiaro se per le sue idee pacifiste o per lo scarso interesse per il potere politico). Il suo atteggiamento eccentrico gli guadagnò molte simpatie. Nonostante detestasse le folle, Ludovico amava viaggiare in incognito tra la sua gente e chiunque si fosse dimostrato ospitale con lui, senza sapere che si trattava del sovrano, veniva ricompensato con cospicui doni. In Baviera viene ancora ricordato col titolo affettuoso di unser Kini ("il nostro re", in dialetto bavarese).
Paradossalmente, nonostante egli avesse portato quasi alla bancarotta la famiglia reale bavarese per costruire le sue residenze, queste sono ora diventate attrazioni turistiche che sono fonte di grandi profitti per lo Stato. Già nel 1899 i profitti ricavati dal turismo nel solo Castello di Neuschwanstein risanarono l'elevato costo per la costruzione di quest'ultimo.

## Ludovico e le arti
Ludovico fu il principale sostenitore del compositore Richard Wagner e finanziò la costruzione del Festspielhaus di Bayreuth.
Egli lasciò una grande collezione di piani e disegni che aveva commissionato per altri castelli e stanze che non furono mai realizzati. Molti di questi disegni si trovano oggi nel "Museo re Ludovico II" a Herrenchiemsee. Questi progetti di edifici risalgono all'ultima parte del suo regno, a partire dal 1883. Dato che il denaro cominciava a scarseggiare, gli artisti sapevano che le loro opere non sarebbero mai state realizzate. I progetti si fecero quindi più stravaganti e numerosi, dato che gli autori non dovevano badare a economia o praticità di realizzazione.

### I castelli

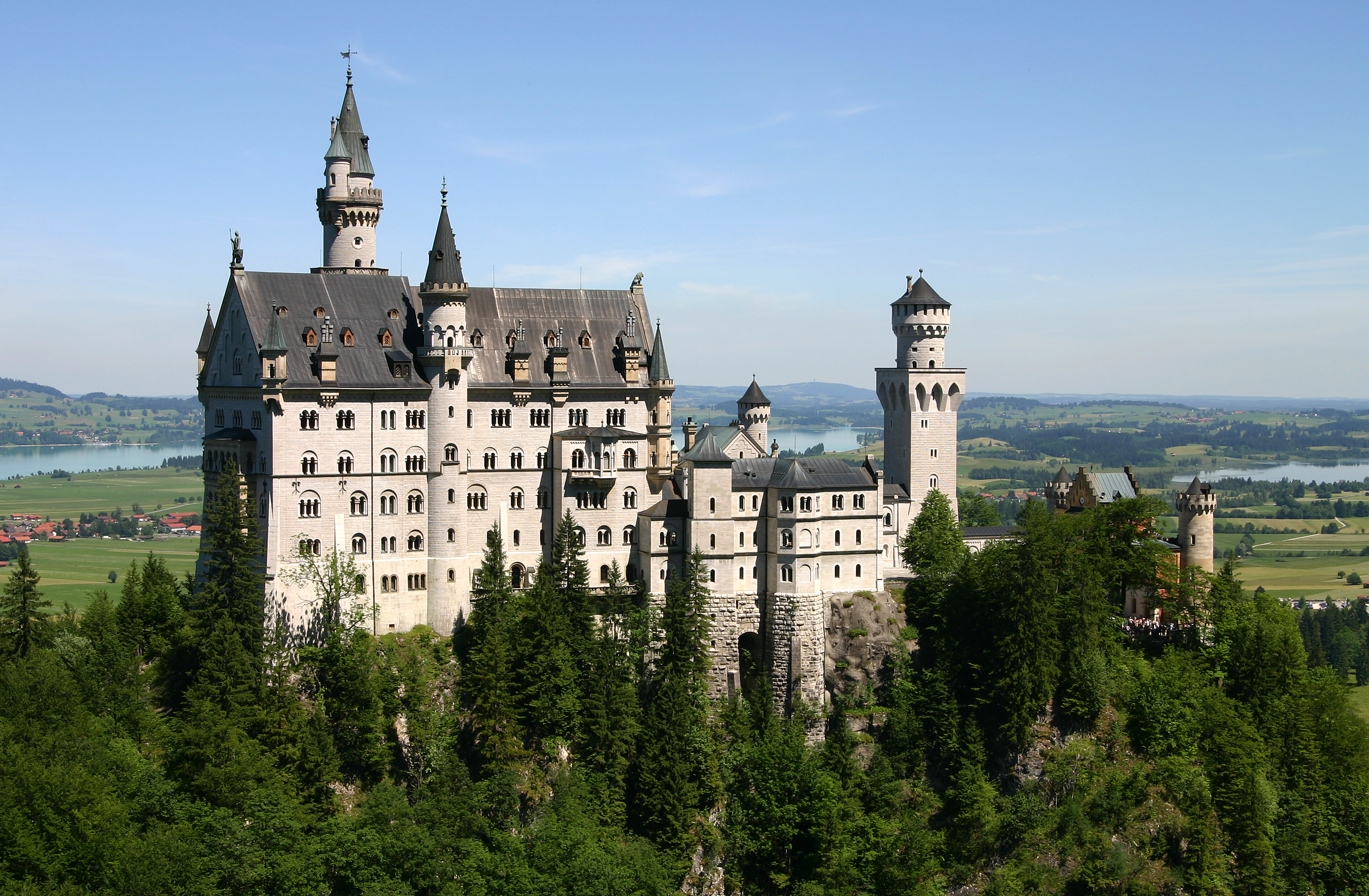
Il castello di Neuschwanstein

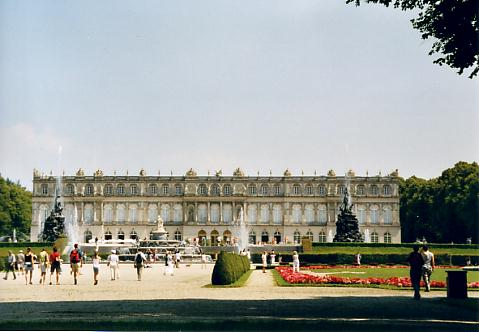
Il castello di Herrenchiemsee

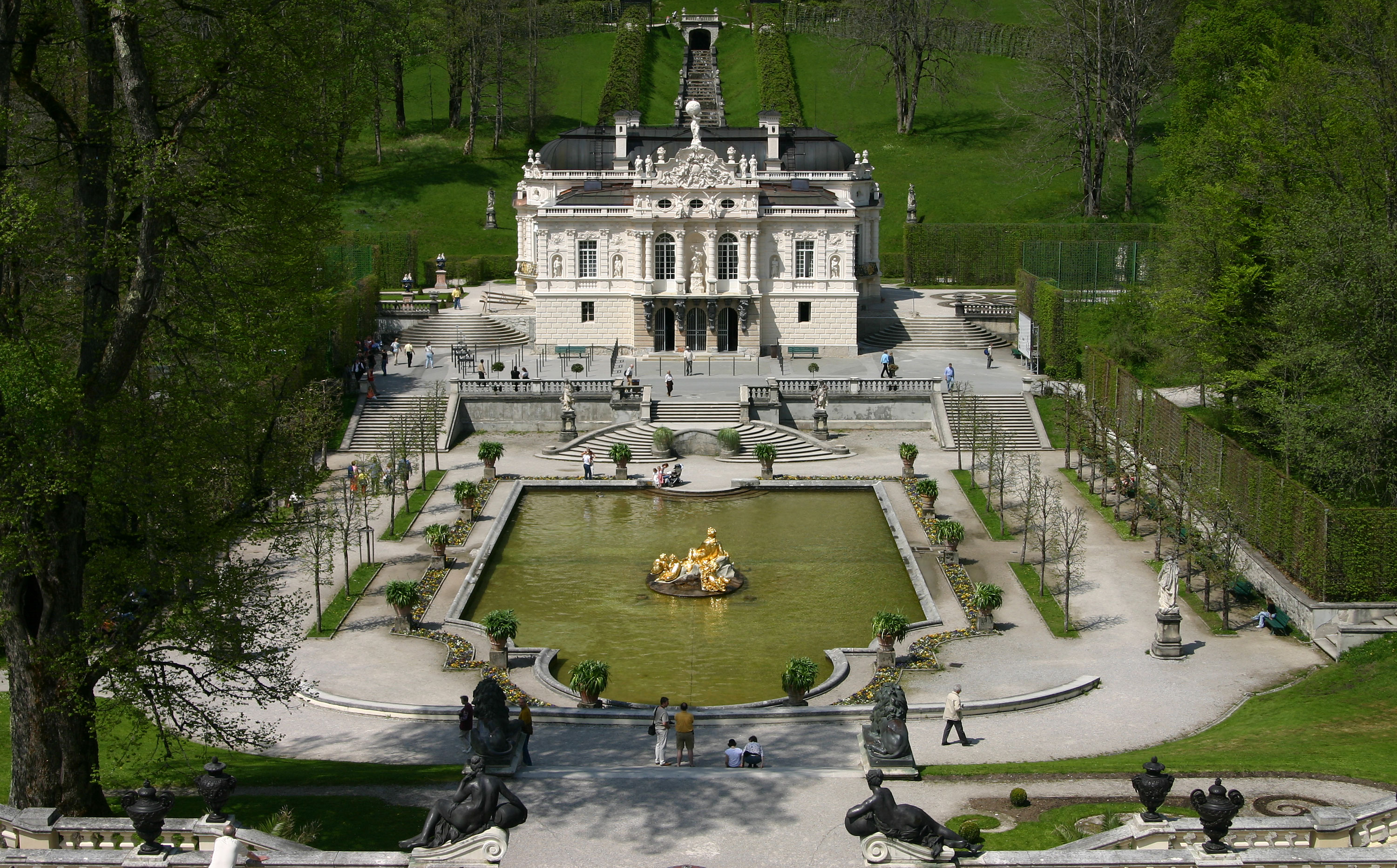
Il castello di Linderhof

- Castello di Neuschwanstein – fortezza di architettura romanica con interni bizantini e gotici, che venne costruita vicino al castello del padre, Hohenschwangau. Numerosi affreschi ritraggono scene dalle opere di Wagner, in particolare ad opera dell'artista Moritz von Schwind. La gloria cristiana e l'amore casto figurano predominanti nell'iconografia. A causa della morte di Ludovico, il castello non è stato completato. Neuschwanstein avrebbe fornito l'ispirazione per il castello de La bella addormentata nel bosco di Disney.
- Castello di Herrenchiemsee – una replica della reggia di Versailles che, nei progetti, l'avrebbe dovuta superare in dimensioni e fastosità. È situata sull'omonima isola al centro del lago Chiemsee. Buona parte del palazzo è rimasta incompiuta e Ludovico vi soggiornò solo una volta.
- Castello di Linderhof – un palazzo ornato in stile neo-rococò, con bei giardini curati. Il parco contiene una grotta artificiale dove cantanti d'opera si esibivano su un lago sotterraneo illuminato con l'elettricità, una novità per quel tempo, e la capanna di Hunding, ricostruzione della scena tratta dall'opera La Valchiria di Richard Wagner. All'interno del palazzo l'iconografia riflette l'ammirazione di Ludovico per l'Antico Regime francese. Egli si riteneva il "Re Luna", in analogia con il "Re Sole", Luigi XIV di Francia.

Ludovico fece decorare la residenza reale di Schachen con interni in stile arabico, con anche una replica del "Trono del Pavone". Fece inoltre progettare il castello di Falkenstein, che non venne però mai realizzato. Un dipinto dell'architetto Christian Jank mostra l'edificio come una versione ancora più fiabesca ed elaborata di Neuschwanstein, arroccato su uno sperone roccioso.

## Ludovico nella cultura di massa
Nel 1973 fu realizzato il film Ludwig, diretto da Luchino Visconti e basato sulla sua vita, con protagonista Helmut Berger.
Il videogioco Gabriel Knight 2: The Beast Within è ambientato in Baviera nei castelli di Ludovico e accenna alla sua vita pur contenendo comunque molti elementi fantastici. Esiste anche un manga in tre volumi dell'artista Higuri You, pubblicato dalla Kadokawa Shoten, chiamato Ludwig II (ルートヴィヒⅡ世?, Rūtovihi II Sei), racconta in modo romanzato la vita amorosa di Ludovico.
A Ludovico sono stati dedicati due musical: Ludwig II - Sehnsucht nach dem Paradies (Ludovico II - Nostalgia del paradiso) e Ludwig² - Der Mythos lebt (Ludovico II - Il mito vive) entrambi messi in scena nel teatro appositamente costruito a Füssen sulle rive del Forggensee di fronte al castello di Neuschwanstein.
Una delle trasmissioni radiofoniche, andate in onda nei primi anni settanta con il titolo Le interviste impossibili, è dedicata a Ludovico II: l'intervistatore è Alberto Arbasino, che appena entrato in uno dei famosi castelli bavaresi viene investito da una sontuosa opera wagneriana. Ludovico è interpretato da Carmelo Bene, che fa rivivere il monarca e ne racconta la storia, camminando sul confine invisibile tra l'ironico e il tragico.
Nel film Lissy - Principessa alla riscossa viene rappresentato il personaggio di Bussi che abita nel castello di Neuschwanstein. È un riferimento a Ludovico e al castello di Neuschwanstein.
Ludovico è citato dai Matmos, duo sperimentale californiano, nella traccia finale dell'album The Rose Has Teeth in the Mouth of a Beast, uscito nel 2006.
Caparezza nel suo album Prisoner 709, nella traccia "Sogno di potere" fa un parallelismo tra sé e Ludovico.

### Nei film
| Anno | Film                                                                                 | Attore                                                            | Note                 |
| ---- | ------------------------------------------------------------------------------------ | ----------------------------------------------------------------- | -------------------- |
| 1920 | Das Schweigen am Starnbergersee                                                      | Ferdinand Bonn Martin Wilhelm (Ludwig giovane)                    |                      |
| 1920 | Ludwig II.                                                                           | Olaf Fjord                                                        |                      |
| 1930 | Ludwig der Zweite, König von Bayern                                                  | William Dieterle                                                  |                      |
| 1955 | Ludwig II: Glanz und Ende eines Königs                                               | O.W. Fischer                                                      |                      |
| 1972 | Ludwig - Requiem per un re vergine (Ludwig - Requiem für einen jungfräulichen König) | Harry Baer Balthasar Thomass (Ludwig bambino)                     |                      |
| 1973 | Ludwig                                                                               | Helmut Berger                                                     |                      |
| 1983 | Wagner                                                                               | László Gálffi                                                     | Miniserie televisiva |
| 1993 | Ludwig 1881                                                                          | Helmut Berger                                                     |                      |
| 1999 | Ludwig II - Die volle Wahrheit                                                       | Georg Ringsgwandl                                                 | Uscito in home video |
| 2011 | Celles qui aimaient Richard Wagner                                                   | Stéphane Bern                                                     |                      |
| 2012 | Ludwig II                                                                            | Sabin Tambrea (Ludwig giovene) Sebastian Schipper (Ludwig adulto) |                      |

## Ascendenza
|                                     |                                  |                                                 | Genitori                                               |  |  | Nonni |  |  | Bisnonni                  |  |  | Trisnonni                                  |  |
|                                     |                                  |                                                 |                                                        |  |  |       |  |  | Massimiliano I di Baviera |  |  | Federico Michele di Zweibrücken-Birkenfeld |  |
|                                     |                                  |                                                 |                                                        |  |  |       |  |  | Massimiliano I di Baviera |  |  | Federico Michele di Zweibrücken-Birkenfeld |  |
|                                     |                                  | Maria Francesca Dorotea del Palatinato-Sulzbach |                                                        |  |  |       |  |  | Massimiliano I di Baviera |  |  |                                            |  |
| Ludovico I di Baviera               |                                  |                                                 |                                                        |  |  |       |  |  | Massimiliano I di Baviera |  |  |                                            |  |
|                                     |                                  | Augusta Guglielmina d'Assia-Darmstadt           | Giorgio Guglielmo d'Assia-Darmstadt                    |  |  |       |  |  |                           |  |  |                                            |  |
|                                     |                                  | Augusta Guglielmina d'Assia-Darmstadt           | Giorgio Guglielmo d'Assia-Darmstadt                    |  |  |       |  |  |                           |  |  |                                            |  |
|                                     |                                  | Augusta Guglielmina d'Assia-Darmstadt           | Maria Luisa Albertina di Leiningen-Dagsburg-Falkenburg |  |  |       |  |  |                           |  |  |                                            |  |
| Massimiliano II di Baviera          |                                  | Augusta Guglielmina d'Assia-Darmstadt           |                                                        |  |  |       |  |  |                           |  |  |                                            |  |
|                                     |                                  | Federico di Sassonia-Altenburg                  | Ernesto Federico III di Sassonia-Hildburghausen        |  |  |       |  |  |                           |  |  |                                            |  |
|                                     |                                  | Federico di Sassonia-Altenburg                  | Ernesto Federico III di Sassonia-Hildburghausen        |  |  |       |  |  |                           |  |  |                                            |  |
|                                     |                                  | Federico di Sassonia-Altenburg                  | Ernestina Augusta di Sassonia-Weimar                   |  |  |       |  |  |                           |  |  |                                            |  |
| Teresa di Sassonia-Hildburghausen   |                                  | Federico di Sassonia-Altenburg                  |                                                        |  |  |       |  |  |                           |  |  |                                            |  |
|                                     |                                  | Carlotta di Meclemburgo-Strelitz                | Carlo II di Meclemburgo-Strelitz                       |  |  |       |  |  |                           |  |  |                                            |  |
|                                     |                                  | Carlotta di Meclemburgo-Strelitz                | Carlo II di Meclemburgo-Strelitz                       |  |  |       |  |  |                           |  |  |                                            |  |
|                                     |                                  | Carlotta di Meclemburgo-Strelitz                | Federica Carolina Luisa d'Assia-Darmstadt              |  |  |       |  |  |                           |  |  |                                            |  |
| Ludovico II di Baviera              |                                  | Carlotta di Meclemburgo-Strelitz                |                                                        |  |  |       |  |  |                           |  |  |                                            |  |
|                                     | Federico Guglielmo II di Prussia | Augusto Guglielmo di Prussia                    |                                                        |  |  |       |  |  |                           |  |  |                                            |  |
|                                     | Federico Guglielmo II di Prussia | Augusto Guglielmo di Prussia                    |                                                        |  |  |       |  |  |                           |  |  |                                            |  |
|                                     | Federico Guglielmo II di Prussia | Luisa Amalia di Brunswick-Lüneburg              |                                                        |  |  |       |  |  |                           |  |  |                                            |  |
| Federico Guglielmo Carlo di Prussia | Federico Guglielmo II di Prussia |                                                 |                                                        |  |  |       |  |  |                           |  |  |                                            |  |
|                                     |                                  | Federica Luisa d'Assia-Darmstadt                | Luigi IX d'Assia-Darmstadt                             |  |  |       |  |  |                           |  |  |                                            |  |
|                                     |                                  | Federica Luisa d'Assia-Darmstadt                | Luigi IX d'Assia-Darmstadt                             |  |  |       |  |  |                           |  |  |                                            |  |
|                                     |                                  | Federica Luisa d'Assia-Darmstadt                | Carolina del Palatinato-Zweibrücken-Birkenfeld         |  |  |       |  |  |                           |  |  |                                            |  |
| Maria di Prussia                    |                                  | Federica Luisa d'Assia-Darmstadt                |                                                        |  |  |       |  |  |                           |  |  |                                            |  |
|                                     |                                  | Federico V d'Assia-Homburg                      | Federico IV d'Assia-Homburg                            |  |  |       |  |  |                           |  |  |                                            |  |
|                                     |                                  | Federico V d'Assia-Homburg                      | Federico IV d'Assia-Homburg                            |  |  |       |  |  |                           |  |  |                                            |  |
|                                     |                                  | Federico V d'Assia-Homburg                      | Ulrica Luisa di Solms-Braunfels                        |  |  |       |  |  |                           |  |  |                                            |  |
| Maria Anna d'Assia-Homburg          |                                  | Federico V d'Assia-Homburg                      |                                                        |  |  |       |  |  |                           |  |  |                                            |  |
|                                     |                                  | Carolina d'Assia-Darmstadt                      | Luigi IX d'Assia-Darmstadt                             |  |  |       |  |  |                           |  |  |                                            |  |
|                                     |                                  | Carolina d'Assia-Darmstadt                      | Luigi IX d'Assia-Darmstadt                             |  |  |       |  |  |                           |  |  |                                            |  |
|                                     |                                  | Carolina d'Assia-Darmstadt                      | Carolina del Palatinato-Zweibrücken-Birkenfeld         |  |  |       |  |  |                           |  |  |                                            |  |
|                                     |                                  | Carolina d'Assia-Darmstadt                      |                                                        |  |  |       |  |  |                           |  |  |                                            |  |

### Fonti delle citazioni
in inglese:
- Blunt, Wilfred and Michael Petzet. The Dream King: Ludwig II of Bavaria. 1973. ISBN 0-14-003606-7.
- Chapman-Huston, Desmond. Bavarian Fantasy: The Story of Ludwig II. 1955.
- King, Greg. The Mad King: The Life and Times of Ludwig II of Bavaria. 1996. ISBN 1-55972-362-9
- McIntosh, Christopher. The Swan King: Ludwig II of Bavaria. 1982. ISBN 1-86064-892-4